# Recherche basée sur la conception
 (avril 2025).
La mise en forme du texte ne suit pas les recommandations de Wikipédia : il faut le « wikifier ».
Les points d'amélioration suivants sont les cas les plus fréquents. Le détail des points à revoir est peut-être précisé sur la page de discussion.
- Les titres sont pré-formatés par le logiciel. Ils ne sont ni en capitales, ni en gras.
- Le texte ne doit pas être écrit en capitales (les noms de famille non plus), ni en gras, ni en italique, ni en « petit »…
- Le gras n'est utilisé que pour surligner le titre de l'article dans l'introduction, une seule fois.
- L'italique est rarement utilisé : mots en langue étrangère, titres d'œuvres, noms de bateaux, etc.
- Les citations ne sont pas en italique mais en corps de texte normal. Elles sont entourées par des guillemets français : « et ».
- Les listes à puces sont à éviter, des paragraphes rédigés étant largement préférés. Les tableaux sont à réserver à la présentation de données structurées (résultats, etc.).
- Les appels de note de bas de page (petits chiffres en exposant, introduits par l'outil «  Source ») sont à placer entre la fin de phrase et le point final[comme ça].
- Les liens internes (vers d'autres articles de Wikipédia) sont à choisir avec parcimonie. Créez des liens vers des articles approfondissant le sujet. Les termes génériques sans rapport avec le sujet sont à éviter, ainsi que les répétitions de liens vers un même terme.
- Les liens externes sont à placer uniquement dans une section « Liens externes », à la fin de l'article. Ces liens sont à choisir avec parcimonie suivant les règles définies. Si un lien sert de source à l'article, son insertion dans le texte est à faire par les notes de bas de page.
- La présentation des références doit suivre les conventions bibliographiques. Il est recommandé d'utiliser les modèles {{Ouvrage}}, {{Chapitre}}, {{Article}}, {{Lien web}} et/ou {{Bibliographie}}. Le mode d'édition visuel peut mettre en forme automatiquement les références.
- Insérer une infobox (cadre d'informations à droite) n'est pas obligatoire pour parachever la mise en page.

Pour une aide détaillée, merci de consulter Aide:Wikification.
Si vous pensez que ces points ont été résolus, vous pouvez retirer ce bandeau et améliorer la mise en forme d'un autre article.
 (avril 2025).
Motif : ça sent très fort la page générée par IA
- Archive Wikiwix
- Bing
- Cairn
- DuckDuckGo
- E. Universalis
- Gallica
- Google
- G. Books
- G. News
- G. Scholar
- Persée
- Qwant
- (zh) Baidu
- (ru) Yandex
- (wd) trouver des œuvres sur Wikidata

| 1. | Préciser le motif de la pose du bandeau. | Précisez le motif de la pose du bandeau en utilisant la syntaxe suivante : {{admissibilité à vérifier\|date=juin 2025\|motif=remplacez ce texte par le motif}}                                         |
| 2. | Informer les utilisateurs concernés.     | Pensez à avertir le créateur de l'article, par exemple, en insérant le code ci-dessous sur sa page de discussion : {{subst:avertissement admissibilité à vérifier\|Recherche basée sur la conception}} |

 (avril 2025).
La recherche basée sur la conception (ROC) est un type de méthodologie de recherche utilisée par les chercheurs en sciences de l'apprentissage, qui est un sous-domaine de l'éducation. Son processus central repose sur le développement de solutions, appelées « interventions », visant à répondre à des problèmes de design identifiés. Ces interventions sont ensuite mises en œuvre afin d’en évaluer l’efficacité. La démarche suit un cycle itératif : les interventions sont ajustées, puis testées à nouveau, permettant ainsi de consolider et d’enrichir les données recueillies. L’objectif est de produire de nouvelles théories et cadres conceptuels, afin de mieux comprendre l’apprentissage, l’instruction, les processus de conception ou, plus largement, les dynamiques éducatives. L’analyse des données repose généralement sur des comparaisons itératives, afin d’affiner progressivement la compréhension des effets observés.

## Rôle au sein des sciences de l'apprentissage
Sur le plan méthodologique, les sciences de l’apprentissage se distinguent des autres domaines de la recherche en éducation. Elles se concentrent sur l’étude des apprenants, de leurs localités et de leurs communautés. La méthodologie de recherche basée sur la conception est souvent utilisée par les scientifiques de l’apprentissage dans leurs recherches. En effet, ce cadre méthodologique considère l'apprentissage comme un système complexe impliquant des propriétés émergentes qui découlent de l’interaction de plus de variables que celles initialement connues des chercheurs, y compris des variables provenant des chercheurs eux-mêmes (Brown, 1992). Plutôt que de tenter d’isoler tous les différents facteurs qui ont un impact sur l’apprentissage comme en recherche traditionnelle, les sciences de l’apprentissage utilisent des méthodologies de recherche basées sur la conception qui font appel à une approche de l’étude de l’apprentissage – en particulier de l’apprentissage humain à l’intérieur et à l’extérieur de l’école – qui embrasse la nature complexe du système d’apprentissage. Les scientifiques de l’apprentissage considèrent souvent les interactions entre les variables comme des éléments clés à étudier, mais reconnaissent que dans les environnements d’apprentissage, les interactions sont souvent trop complexes pour être étudiées dans leur intégralité ou pour être comprises complètement. Cette idée a été validée par les conclusions de Cronbach et Snow (1977) qui suggèrent que les interactions aptitude-traitement, où les variables sont isolées dans le but de déterminer quels facteurs influencent « le plus » l'apprentissage, ne seront pas informatives. Elles seront plutôt inexactes et potentiellement trompeuses si elles sont utilisées comme base pour des décisions éducatives ou des recherches pédagogiques sur des situations d'apprentissage complexes telles que celles caractéristiques des êtres humains dans leurs expériences vécues[réf. nécessaire].

## Histoire et controverse
La méthode a été introduite pour la première fois sous la forme d'« expériences de conception » par Allan Collins en 1990, puis approfondie par Ann Brown en 1992. Collins ne concevait pas ces expériences comme relevant d'une science analytique cherchant à expliquer les phénomènes naturels, mais plutôt comme contribuant à une « science de la conception », à l’instar de disciplines telles que l’aéronautique ou l’intelligence artificielle. Au milieu des années 1990, le National Design Experiment Consortium a été fondé sous l’impulsion de Jan Hawkins, alors membre de l’Educational Development Corporation, dans le but d’affiner et de structurer cette approche. En 1999, Christopher Hoadley a créé le Design-Based Research Collective, avec le soutien de la Fondation Spencer, et a introduit le terme aujourd’hui couramment utilisé pour désigner cette méthode[réf. nécessaire].
Les méthodologies de recherche fondées sur la conception sont souvent perçues comme non scientifiques par les psychologues expérimentaux traditionnels, dans la mesure où elles ne suivent pas strictement les canons de la méthode scientifique classique. Dès 2000, Charles Desforges qualifiait d’ailleurs ces expériences de « ni conçues, ni expérimentales »[réf. nécessaire]. La recherche fondée sur la conception est fréquemment considérée comme une conséquence directe des processus de développement de produits, plutôt que comme une véritable démarche scientifique. Selon ses détracteurs, la « science du design » se limiterait à l’application de connaissances scientifiques existantes au développement d’artefacts ou d’interventions pédagogiques, sans réelle portée théorique propre[réf. nécessaire]. Certains chercheurs interrogent ainsi la légitimité de cette approche : est-elle avant tout une méthode exploratoire utile pour produire des artefacts, ou peut-elle véritablement permettre de tester des théories robustes, reposant elles-mêmes sur ces artefacts ou interventions ?[réf. nécessaire]

## Variétés et formes de méthodologies de recherche fondées sur la conception
Comme le soulignait la conclusion du discours d’ouverture de l’ICLS en 2008 , il existe aujourd’hui plusieurs formes de recherche fondée sur la conception mobilisées dans le champ de la recherche en éducation. Ces approches sont associées à des travaux publiés notamment par :
- Brown & Collins
- Cobb
- Hmelo-Argent
- Kelly & Lesh

- Anderson, T., & Shattuck, J. (2012). "Design-based research: A decade of progress in education research?" Educational Researcher, 41(1), 16–25. DOI 10.3102/0013189X11428813
- Bannan-Ritland, B. (2003). "The role of design in research: The integrative learning design framework". Educational Researcher. 32(1) 21–24.
- Cronbach, L. J. & R. E. Snow (1977): Aptitudes and instructional methods: a handbook for research on interactions. New York: Irvington.[ISBN souhaité]
- Brown, A.L. (1992). "Design experiments: Theoretical and methodological challenges in creating complex interventions in classroom settings". The Journal of the Learning Sciences, 2(2), 141–178. DOI 10.1207/s15327809jls0202_2
- Collins, A. (1990). "Toward a Design Science of Education". New York: Center for Technology in Education. http://cct2.edc.org/ccthome/reports/tr1.html
- Collins, A. (1992). "Toward a Design Science of Education". In E. Scanlon & T. O'Shea (Eds.), New directions in educational technology (pp. 15–22). New York: Springer-Verlag.[ISBN souhaité]
- Cobb, P., Confrey, J. diSessa, A., Lehrer, R. and Schauble, L. (2003). "Design Experiments in Educational Research".  Educational Researcher.  32(1) 9–13.
- Deforges, C. (2000). "Familiar challenges and new approaches: necessary advances in theory and methods in research on teaching and learning". Paper presented at the Desmond Nuttall/Carfax Memorial Lecture. Cardiff, UK.
- Design-Based Research Collective. (2003). "Design-based research: An emerging paradigm for educational inquiry." Educational Researcher, 32(1), 5–8, 35–37. http://www.designbasedresearch.org/reppubs/DBRC2003.pdf
- Hoadley, C. (2002). "Creating context: Design-based research in creating and understanding CSCL". In G. Stahl (Ed.), Computer Support for Collaborative Learning 2002 (pp. 453–462). Mahwah, NJ: Lawrence Erlbaum Associates.[ISBN souhaité]
- Kelly, A. E. (2004). "Design research in education: Yes, but is it methodological?" The Journal of the Learning Sciences, 13(1), 115–128. DOI 10.1207/s15327809jls1301_6
- Mor, Y. (2010) 'A Design Approach to Research in Technology Enhanced Mathematics Education', PhD thesis, Institute of Education, University of London
- Reeves, T., Herrington, J. and Oliver, R. (2005) "Design Research: A Socially Responsible Approach to Instructional Technology Research in Higher Education". Journal of Computing in Higher Education, 16(2), 97–116.
- Shavelson, R. J. and Towne, L. (Eds.) (2002) Scientific Research in Education. National Academy Press. Washington D.C.[ISBN souhaité]
- Shavelson, R. J., Phillips, D. C., Towne, L., & Feuer, M. J. (2003). "On the science of educational design studies". Educational Researcher, 32(1), 25–28.